# 枝角海绵目
枝角海绵目（学名：Dendroceratida）为寻常海绵纲的一个目。

## 下级分类
本目包括以下科：
- 达尔文海绵科 Darwinellidae
- 网枝海绵科 Dictyodendrillidae